# Amata magnimaculata
Amata magnimaculata är en fjärilsart som beskrevs av Obraztsov 1937. Amata magnimaculata ingår i släktet Amata och familjen björnspinnare. Inga underarter finns listade i Catalogue of Life.